# Руси Радков
Руси Керяков Радков е български лекар и университетски преподавател, професор.

## Биография
Роден е през 1889 г. в село Шаново, Казанлъшко. През 1925 г. завършва медицина в Женева, а след това специализира социална медицина в САЩ, Англия, Франция и Швейцария. В периода 1935 – 1939 г. е главен инспектор, началник отдел и главен директор в Главна дирекция на народното здраве. Професор, ръководител на Катедрата по здравни науки във Висшето училище за телесно възпитание (1942 – 1945). Член е на Върховния съвет на Българския червен кръст и на Съюза за закрила на децата в България. Умира през 1974 г. в София.
Личният му архив се съхранява във фонд 1336К в Централен държавен архив. Той се състои от 168 архивни единици от периода 1897 – 1972 г.